# Scottish Premiership (2019/2020)
Scottish Premiership 2019/2020 – był siódmym sezonem Scottish Premiership, a 124. edycją najwyższej klasy rozgrywkowej piłki nożnej w Szkocji.
Brało w nim udział 12 drużyn, które w okresie od 3 sierpnia 2019 do 8 marca 2020 rozegrały 30 kolejek meczów. Z powodu pandemii COVID-19 rozgrywki zostały wstrzymane 13 marca 2020, a 18 maja 2020 ostatecznie sezon został zakończony. Do określania ostatecznych pozycji w lidze posłużyła średnia punktów na mecz. Tytuł mistrzowski obroniła drużyna Celticu zdobywając dziewiąty tytuł z rzędu, a pięćdziesiąty pierwszy w swojej historii.

## Drużyny
| Uczestnicy poprzedniej edycji                                                                                 | Uczestnicy poprzedniej edycji | Uczestnicy poprzedniej edycji | Uczestnicy poprzedniej edycji |
| --- | ----------------------------- | ----------------------------- | ----------------------------- |
| CEL | Celtic                        | 1                             |                               |
| RAN | Rangers                       | 2                             |                               |
| KIL | Kilmarnock                    | 3                             |                               |
| ABR | Aberdeen                      | 4                             |                               |
| HIB | Hibernian                     | 5                             |                               |
| HRT | Heart of Midlothian           | 6                             |                               |
| STJ | St. Johnstone                 | 7                             |                               |
| MTH | Motherwell                    | 8                             |                               |
| LIV | Livingston                    | 9                             |                               |
| HAM | Hamilton Academical           | 10                            |                               |
| po barażach                                                                                                   |                               |                               |                               |
| STM | St. Mirren                    | 11                            |                               |
| Awans z Scottish Championship                                                                                 |                               |                               |                               |
| RCO | Ross County                   | 1                             |                               |
| Oznaczenia: - kolumna pierwsza – skróty nazw drużyn, - kolumna trzecia – miejsce zajęte w poprzednim sezonie. |                               |                               |                               |

## Tabela
| Lp. | Drużyna                 | M  | Z  | R  | P  | B+ | B– | +/– | Pkt | PktM | Kwalifikacja lub spadek                     |
| --- | ----------------------- | -- | -- | -- | -- | -- | -- | --- | --- | ---- | ------------------------------------------- |
| 1   | Celtic (M, P)           | 30 | 26 | 2  | 2  | 89 | 19 | +70 | 80  | 2,67 | Liga Mistrzów UEFA • I runda kwalifikacyjna |
| 2   | Rangers                 | 29 | 21 | 4  | 4  | 64 | 19 | +45 | 67  | 2,31 | Liga Europy UEFA • II runda kwalifikacyjna  |
| 3   | Motherwell              | 30 | 14 | 4  | 12 | 41 | 38 | +3  | 46  | 1,53 | Liga Europy UEFA • I runda kwalifikacyjna   |
| 4   | Aberdeen                | 30 | 12 | 9  | 9  | 40 | 36 | +4  | 45  | 1,50 | Liga Europy UEFA • I runda kwalifikacyjna   |
| 5   | Livingston              | 30 | 10 | 9  | 11 | 41 | 39 | +2  | 39  | 1,30 |                                             |
| 6   | St Johnstone            | 29 | 8  | 12 | 9  | 28 | 46 | −18 | 36  | 1,24 |                                             |
| 7   | Hibernian               | 30 | 9  | 10 | 11 | 42 | 49 | −7  | 37  | 1,23 |                                             |
| 8   | Kilmarnock              | 30 | 9  | 6  | 15 | 31 | 41 | −10 | 33  | 1,10 |                                             |
| 9   | St Mirren               | 30 | 7  | 8  | 15 | 24 | 41 | −17 | 29  | 0,97 |                                             |
| 10  | Ross County             | 30 | 7  | 8  | 15 | 29 | 60 | −31 | 29  | 0,97 |                                             |
| 11  | Hamilton Academical     | 30 | 6  | 9  | 15 | 30 | 50 | −20 | 27  | 0,90 |                                             |
| 12  | Heart of Midlothian (S) | 30 | 4  | 11 | 15 | 31 | 52 | −21 | 23  | 0,77 | Spadek do Scottish Championship             |

1. ↑  Ponieważ Puchar Szkocji został przełożony i nie mógł zostać ukończony przed terminem rejestracji do UEFA 3 sierpnia 2020, miejsce przyznane zwycięzcom Pucharu Szkocji (druga runda kwalifikacyjna Ligi Europy) przeszło do drużyny, która zajęła drugie miejsce.

## Wyniki
| Gospodarz \ Gość    | ABE | CEL | HAM | HOM | HIB | KIL | LIV | MOT | RAN | ROS | STJ | STM | ABE | CEL | HAM | HOM | HIB | KIL | LIV | MOT | RAN | ROS | STJ | STM |
| ------------------- | --- | --- | --- | --- | --- | --- | --- | --- | --- | --- | --- | --- | --- | --- | --- | --- | --- | --- | --- | --- | --- | --- | --- | --- |
| Aberdeen            |     | 0–4 | 1–0 | 3–2 | 1–1 | 3–0 | 2–1 | 0–1 | 2–2 | 3–0 | 1–1 | 2–1 |     | 1–2 |     | n/a | 3–1 |     |     |     |     | 1–2 | 0–1 |     |
| Celtic              | 2–1 |     | 2–1 | 3–1 | 2–0 | 3–1 | 4–0 | 2–0 | 1–2 | 6–0 | 7–0 | 2–0 |     |     |     | 5–0 |     | 3–1 |     |     |     | 3–0 | n/a | 5–0 |
| Hamilton Academical | 0–1 | 0–1 |     | 2–1 | 1–1 | 2–0 | 2–1 | 1–3 | 1–3 | 2–2 | 0–1 | 0–1 | 1–3 | 1–4 |     |     | n/a | 1–0 | 2–4 | 0–0 |     |     |     |     |
| Heart of Midlothian | 1–1 | 0–2 | 2–2 |     | 0–2 | 0–1 | 1–1 | 2–3 | 1–1 | 0–0 | 0–1 | 5–2 |     |     | 2–2 |     |     | 2–3 |     | 1–1 | 2–1 | n/a |     |     |
| Hibernian           | 3–0 | 1–1 | 2–1 | 1–2 |     | 2–2 | 2–2 | 3–1 | 0–3 | 2–2 | 2–2 | 1–0 |     | n/a |     | 1–3 |     |     | 1–1 |     |     | 3–0 | n/a | 2–2 |
| Kilmarnock          | 0–0 | 1–3 | 2–2 | 3–0 | 2–0 |     | 2–1 | 0–1 | 1–2 | 0–0 | 0–0 | 1–0 | 2–2 |     |     |     | 1–2 |     | n/a |     | 2–1 | 3–1 |     | n/a |
| Livingston          | 0–2 | 2–0 | 0–0 | 0–0 | 2–0 | 3–0 |     | 0–0 | 0–2 | 4–0 | 1–0 | 2–1 | n/a | 2–2 |     | n/a |     |     |     | 1–0 |     |     |     | 2–1 |
| Motherwell          | 0–3 | 2–5 | 1–2 | 1–0 | 3–0 | 2–1 | 2–1 |     | 0–2 | 1–2 | 4–0 | 2–0 | n/a | 0–4 |     |     | 0–0 | n/a |     |     |     | 4–1 |     | 1–2 |
| Rangers             | 5–0 | 0–2 | 5–0 | 5–0 | 6–1 | 1–0 | 3–1 | 2–1 |     | 2–0 | n/a | 1–0 | 0–0 | n/a | 0–1 |     | 2–1 |     | 1–0 | n/a |     |     |     |     |
| Ross County         | 1–3 | 1–4 | 3–0 | 0–0 | 2–1 | 1–0 | 1–4 | 1–2 | 0–4 |     | 2–2 | 2–1 |     |     | n/a |     |     |     | 2–0 |     | 0–1 |     | 1–1 | n/a |
| St Johnstone        | 1–1 | 0–3 | 3–2 | 1–0 | 1–4 | 0–1 | 2–2 | 0–1 | 0–4 | 1–1 |     | 0–0 |     |     | n/a | 3–3 |     | 2–1 | 1–0 | 2–1 | 2–2 |     |     |     |
| St Mirren           | 1–0 | 1–2 | 0–0 | 0–0 | 1–2 | 1–0 | 3–3 | 0–3 | 0–1 | 2–1 | 2–0 |     | 0–0 |     | 1–1 | 1–0 |     |     |     |     | n/a |     | 0–0 |     |

## Najlepsi strzelcy
| Bramki | Strzelcy         | Drużyna   |
| ------ | ---------------- | --------- |
| 22     | Odsonne Édouard  | Celtic    |
| 13     | Jermain Defoe    | Rangers   |
| 12     | Christian Doidge | Hibernian |
| 12     | Alfredo Morelos  | Rangers   |
| 11     | Sam Cosgrove     | Aberdeen  |
| 11     | Ryan Christie    | Celtic    |
| 10     | James Forrest    | Celtic    |

Źródło

## Trenerzy, kapitanowie i sponsorzy
| Drużyna             | Trener                            | Kapitan         | Sponsor techniczny | Sponsor strategiczny           |
| ------------------- | --------------------------------- | --------------- | ------------------ | ------------------------------ |
| Aberdeen            | Derek McInnes                     | Joe Lewis       | Adidas             | Saltire Energy                 |
| Celtic              | Neil Lennon                       | Scott Brown     | New Balance        | Dafabet                        |
| Hamilton Academical | Brian Rice                        | Brian Easton    | Adidas             | Euro Mechanical Handling       |
| Heart of Midlothian | Daniel Stendel                    | Steven Naismith | Umbro              | Save the Children              |
| Hibernian           | Jack Ross                         | David Gray      | Macron             | Hibernian Community Foundation |
| Kilmarnock          | Alex Dyer                         | Gary Dicker     | Nike               | QTS                            |
| Livingston          | Gary Holt                         | Alan Lithgow    | Nike               | Phoenix Drilling Ltd           |
| Motherwell          | Stephen Robinson                  | Peter Hartley   | Macron             | Paddy Power                    |
| Rangers             | Steven Gerrard                    | James Tavernier | Hummel             | 32Red                          |
| Ross County         | Steven Ferguson Stuart Kettlewell | Marcus Fraser   | Macron             | McEwan Fraser Legal            |
| St Johnstone        | Alec Cleland (tym.)               | Jason Kerr      | Macron             | Binn Group                     |
| St Mirren           | Jim Goodwin                       | Stephen McGinn  | Joma               | Skyview Capital                |

### Zmiany trenerów
| Klub                | Były trener        | Powód                               | Data odejścia | Nowy trener         | Data zatrudnienia | Źródło        |
| ------------------- | ------------------ | ----------------------------------- | ------------- | ------------------- | ----------------- | ------------- |
| Przed sezonem       |                    |                                     |               |                     |                   |               |
| Kilmarnock          | Steve Clarke       | Przenosiny do reprezentacji Szkocji | 2019-05-20    | Angelo Alessio      | 2019-06-16        | [ 11 ] [ 12 ] |
| Celtic              | Neil Lennon        | –                                   | 2019-05-25    | Neil Lennon         | 2019-05-31        | [ 13 ] [ 14 ] |
| St Mirren           | Oran Kearney       | Rozwiązanie umowy                   | 2019-06-26    | Jim Goodwin         | 2019-06-29        | [ 15 ] [ 16 ] |
| W trakcie sezonu    |                    |                                     |               |                     |                   |               |
| Heart of Midlothian | Craig Levein       | Zwolnienie                          | 2019-10-31    | Daniel Stendel      | 2019-12-07        | [ 17 ] [ 18 ] |
| Hibernian           | Paul Heckingbottom | Zwolnienie                          | 2019-11-04    | Jack Ross           | 2019-11-15        | [ 19 ] [ 20 ] |
| Kilmarnock          | Angelo Alessio     | Zwolnienie                          | 2019-12-17    | Alex Dyer           | 2019-12-30        | [ 21 ] [ 22 ] |
| St Johnstone        | Tommy Wright       | Rezygnacja                          | 2020-05-02    | Alec Cleland (tym.) | 2020-05-02        | [ 23 ]        |

## Stadiony
| Aberdeen                    |
| --------------------------- |
| Pittodrie Stadium, Aberdeen |
| 20 866                      |
|                             |

| Celtic               |
| -------------------- |
| Celtic Park, Glasgow |
| 60 411               |
|                      |

| Hamilton Academical        |
| -------------------------- |
| New Douglas Park, Hamilton |
| 6 018                      |
|                            |

| Heart of Midlothian          |
| ---------------------------- |
| Tynecastle Stadium, Edynburg |
| 20 099                       |
|                              |

| Hibernian                     |
| ----------------------------- |
| Easter Road Stadium, Edynburg |
| 20 421                        |
|                               |

| Kilmarnock             |
| ---------------------- |
| Rugby Park, Kilmarnock |
| 17 889                 |
|                        |

| Livingston                     |
| ------------------------------ |
| Almondvale Stadium, Livingston |
| 9 512                          |
|                                |

| Motherwell           |
| -------------------- |
| Fir Park, Motherwell |
| 13 677               |
|                      |

| Rangers                |
| ---------------------- |
| Ibrox Stadium, Glasgow |
| 50 817                 |
|                        |

| Ross County             |
| ----------------------- |
| Victoria Park, Dingwall |
| 6 541                   |
|                         |

| St. Johnstone         |
| --------------------- |
| McDiarmid Park, Perth |
| 10 696                |
|                       |

| St Mirren                    |
| ---------------------------- |
| New St. Mirren Park, Paisley |
| 7 937                        |
|                              |